# Ac-Cent-Tchu-Ate the Positive
Ac-Cent-Tchu-Ate the Positive (auch: Accentuate the Positive) ist ein Song von Harold Arlen (Musik) und Johnny Mercer (Text), der 1944 veröffentlicht wurde.
Arlen und Mercer schrieben den Song Ac-Cent-Tchu-Ate the Positive für den Film Here Come the Waves (1944, Regie: Mark Sandrich), mit Bing Crosby und Betty Hutton in den Hauptrollen. Bing Crosby und Sonny Tufts stellten den Song vor. Ac-Cent-Tchu-Ate the Positive erhielt 1946 eine Oscar-Nominierung in der Kategorie Bester Song.
Sinngemäß lautet der Refrain des Lieds: „Du sollst das Positive ak-zen-tu-ie-ren, das Negative e-li-mi-nie-ren, und klammere dich an das Bejahende, leg dich nicht mit Mister Zwischendrin an.“
Johnny Mercers Aufnahme mit The Pied Pipers und dem Paul Weston Orchestra (Capitol 402) kam Anfang 1945 in die Billboard-Charts; sie stand 13 Wochen in den Hitparaden, wo sie #2 erreichte. Gleichermaßen erfolgreich war die Version von Bing Crosby und The Andrews Sisters (#2)
Ferner wurde der Song 1944 von Charlie Spivak, Mildred Bailey und dem Artie Shaw Orchestra (Victor 1612, #5) aufgenommen, 1945 folgten die Versionen von Kay Kyser, Dinah Washington und in England von Johnny Green. In den folgenden Jahren entstanden zahlreiche Coverversionen im Bereich des Jazz und der populären Musik, u. a. von Louis Armstrong, Jan Garber, Ray McKinley, Duke Ellington, Peggy lee, Tommy Dorsey, Oscar Peterson und Ella Fitzgerald (The Harold Arlen Songbook, 1960), in späteren Jahren wurde der Song u. a. auch von Bud Shank, Mel Tormé, Phil Wilson, Jay Leonhart, Roland Hanna/Carrie Smith (I’ve Got a Right to Sing the Blues: Songs of Harold Arlen, 2002), Al Jarreau und Annie Ross interpretiert. Paul McCartney veröffentlichte seine Version im Jahr 2012 auf dem Album Kisses on the Bottom. Der Diskograf Tom Lord: listet 93 Versionen des Songs.